# ピアノと管弦楽のためのロンド (ベートーヴェン)
ピアノと管弦楽のためのロンド（ピアノとかんげんがくのためのロンド）変ロ長調 WoO 6は、ルートヴィヒ・ヴァン・ベートーヴェンが1793年に作曲した作品。元々は「ピアノ協奏曲第2番」の終楽章にする予定で構想されたものであった。カール・チェルニーが独奏パートを補筆完成させ、アントン・ディアベリの出版社から1829年に出版された。

## 演奏時間
約10分

## 楽器編成
ピアノ独奏、フルート1、オーボエ2、ファゴット2、ホルン（B♭）2、弦四部

## 楽曲構成
アレグロでピアノが愛らしい主題を奏でて開始する。ピアノのスケールによる装飾的音形を奏でた後、テンポはアンダンテとなる。しばらく穏やかに推移し、次にピアノがアルペジオ主体の装飾的音形を奏でてアレグロに戻る。終盤にごく短いカデンツァを奏した後、しばらくするとプレストのコーダへと入り、そのまま勢いよく終結する。